# Юловка (приток Мокши)
Юловка — река в России, протекает главным образом в Мокшанском районе Пензенской области (исток и первые километры течения — в Инсарском районе Мордовии). Устье реки находится в 604 км по правому берегу реки Мокша. Длина реки составляет 36 км, площадь водосборного бассейна — 241 км².
Исток реки в лесах близ границы Мордовии и Пензенской области в 22 км к юго-востоку от посёлка Мокшан. Река в верховьях течёт на восток, затем поворачивает на юг и юго-запад. Русло сильно извилистое. Протекает деревни Панкратово, Пичулино, Знаменское. Впадает в Мокшу чуть ниже села Марфино.

## Данные водного реестра
По данным государственного водного реестра России относится к Окскому бассейновому округу, водохозяйственный участок реки — Мокша от истока до водомерного поста города Темников, речной подбассейн реки — Мокша. Речной бассейн реки — Ока.
По данным геоинформационной системы водохозяйственного районирования территории РФ, подготовленной Федеральным агентством водных ресурсов:
- Код водного объекта в государственном водном реестре — 09010200112110000026790
- Код по гидрологической изученности (ГИ) — 110002679
- Код бассейна — 09.01.02.001
- Номер тома по ГИ — 10
- Выпуск по ГИ — 0

### Притоки (км от устья)
- 26 км: река без названия, у с. Хрущевки (пр)